# Compact Disco
Compact Disco est un groupe hongrois de pop et musique électronique, originaire de Budapest. Le 11 février 2012, il est choisi pour représenter la Hongrie au Concours Eurovision de la chanson 2012 à Bakou, en Azerbaïdjan, avec la chanson Sound of Our Hearts (Son de nos cœurs).

## Histoire

### Débuts
Lotfi, Pál et Walkó se rencontrent pour la première fois en 2005, lorsque Collins and Behnam, le duo de production techno de Lotfi et Behnam, prévoyait de reprendre Killer d'Adamski et Seal et cherche un chanteur. Il voit Csaba Walkó chanter à la télévision et lui demande de chanter la reprise. Walkó chante alors dans un groupe de funk pop appelé Brownfield, et demande à certains de ses collègues musiciens de l'accompagner sur l'enregistrement. L'un d'entre eux est Gábor Pál, également fondateur du groupe de nu jazz Toy Division. C'est la première fois que les trois musiciens se rencontrent.
Au cours de l'été 2008, Lotfi soumet l'idée d'un groupe de musique pop électronique vocale à Walko, qui demande à son claviériste Pal de se joindre à eux. Ils se réunissent pour la première fois en août 2008 et commencent immédiatement à travailler sur leur première chanson (intitulée plus tard Fly or Dive).
Ils écrivent et arrangent les chansons jusqu'en mars 2009. En avril, ils commencent à finaliser le travail en studio pour leur premier album, alors sans titre : enregistrement des voix, mixage et mastering. Ces travaux sont réalisés au studio Groovejack de Gábor Némethy (alias Collins), un autre membre de Collins and Behnam aux côtés de Lotfi, entre avril et juillet 2009. 

### Stereoidet expansion
Le groupe commence à se produire en janvier 2010, principalement en Hongrie, mais aussi en Transylvanie. Leur premier clip est filmé pour leur chanson I'm In Love, qui a rapidement gagné une popularité considérable et atteint le top 10 de plusieurs charts hongrois. Le clip est tourné peu avant la sortie de leur premier album en novembre 2009 par Studio X, un groupe de production vidéo et commerciale.
Peu après la sortie de Stereoid, Compact Disco est nommé pour le Fonogram Award 2010 dans la catégorie « production de musique électronique de l'année ».
Le public hongrois n'ayant pas connaissance que Compact Disco était un groupe hongrois, malgré le succès de I'm In Love, le groupe décide de tourner un deuxième clip qui ne montre que le groupe, et qui est tourné en mai 2010 pour la chanson Without You, toujours avec la collaboration de Studio X. Le même mois, le groupe est de nouveau nommé, cette fois par le magazine hongrois Bravo qui nomme le groupe pour le prix Otto 2010 dans la catégorie « Nouveau groupe de l'année ». Toujours en mai, la radio hongroise demande à Compact Disco de jouer une version plus acoustique de leur répertoire sur la station de radio MR2 Petőfi Akusztik, qui est diffusée pour la première fois le 7 septembre 2010.
Pendant la saison des festivals de l'été 2010, le groupe se produit dans presque tous les principaux festivals hongrois et pendant la même période, ils enregistrent deux des chansons d'Ákos Kovács pour l'émission Icon de MTV hongroise. Pour les concerts du festival, Pál et Walkó invitent leur ancien coéquipier du groupe Brownfield, le bassiste Attila Sándor, à rejoindre le groupe, qui devient membre du groupe peu de temps après, en novembre. Toujours en novembre 2010, à la demande de Red Bull, le groupe tourne son troisième clip vidéo pour Fly or Dive, cette fois-ci pour la troisième fois en collaboration avec Studio X. Le deuxième clip vidéo du groupe est publié en novembre 2010, et le premier clip est tourné en novembre 2010, lorsque le groupe rejoint le groupe Red Bull pour la troisième fois.
Au cours de l'année, I'm In Love et ses remixes entrent dans le top 40 au moins, et figurent dans plusieurs classements, notamment le UK Buzz Chart et le Swiss DJ Charts. La chanson atteint la première place du classement hongrois, le VIVA Club Chart, et est également reprise dans le VIVA Club Chart par des DJ de renommée internationale, dont Tiësto, Ferry Corsten, Alex Gaudino, Oliver Lang, Mischa Daniels, Henry John Morgan, Chris Finan, Ant Nichols et Paul Ughes figurent tous dans ce classement.
Le groupe remixe des chansons pour un certain nombre d'artistes hongrois, notamment leur chanson Erdő, erdő pour Holdviola et leur tube Bánat utca, qui devient un succès instantané dans les clubs. Ils remixent également un titre pour l'artiste populaire Ákos sur son deuxième single A fénybe nézz de son album sorti en 2010.
Le 26 octobre 2018, ils publient leur chanson Közel et le 1er octobre 2019, leur chanson Világom. Ce titre est suivi en 2020 par Minden rendben.

## Membres
- Behnam Lotfi - effets (depuis 2008)
- Gábor Pál - synthétiseur (depuis 2008)
- Csaba Walkó - voix (depuis 2008)
- Attila Sándor - basse (depuis 2010)

## Discographie

### Albums studio
- 2009 : Stereoid (CLS Music)
- 2011 : II (CLS Music)

### Singles et remixes
- 2010 : I'm in Love (remixes) (CLS Music)
- 2010 : I'm in Love (remixes) (Madhouse Records)
- 2010 : I'm in Love (remixes) (Pandora Digital Records)
- 2010 : Without You (remixes) (CLS Music)
- 2011 : Fly or Dive (Age Media)
- 2011 : I'm in Love (Age Media)
- 2011 : Without You (Age Media)
- 2011 : I'm in Love (Universal Music Group)

### Remixes
- 2009 : Odett és a Go Girlz : Móló
- 2010 : Holdviola : Bánat utca et Erdő, erdő
- 2010 : Ákos Kovács : A fénybe nézz

## Distinctions
| Année | Prix                    | Catégorie                                     | Résultat   |
| ----- | ----------------------- | --------------------------------------------- | ---------- |
| 2010  | Fonogram Awards         | Meilleure performance de musique électronique | Nomination |
| 2010  | Bravo Otto Awards       | Meilleur nouveau groupe                       | Nomination |
| 2010  | MTV brand:new           | 6e brand:new band                             | Nomination |
| 2011  | Fonogram Awards         | Meilleure performance de musique électronique | Lauréat    |
| 2011  | Fonogram Awards         | Meilleur nouveau groupe                       | Nomination |
| 2011  | Fonogram Awards         | Meilleure chanson (I'm In Love)               | Nomination |
| 2011  | Antropos.hu Awards      | Album de l'année 2010                         | Lauréat    |
| 2011  | VIVA (en) Comet         | Groupe de l'année 2010                        | Nomination |
| 2011  | MTV Europe Music Awards | Meilleur groupe local - Hongrie               | Lauréat    |
| 2011  | MTV Europe Music Awards | Groupe internationale - groupe européen       | Nomination |